# Доходный дом Бочаровых
Дохо́дный до́м Бочаро́вых (также известен как Дом с совами) — здание в стиле модерн в Хамовническом районе Центрального административного округа Москвы. Построено в 1902 году под руководством архитектора Льва Кекушева на средства зажиточного крестьянина Фёдора Григорьевича Бочарова, предназначалось для сдачи квартир в аренду. Дом был достроен и продлён по красной линии бульвара в 1904—1905 годах, руководил работами Константин Буров. Благодаря выразительному лепному декору получил неофициальное название «Дом с совами».

## История

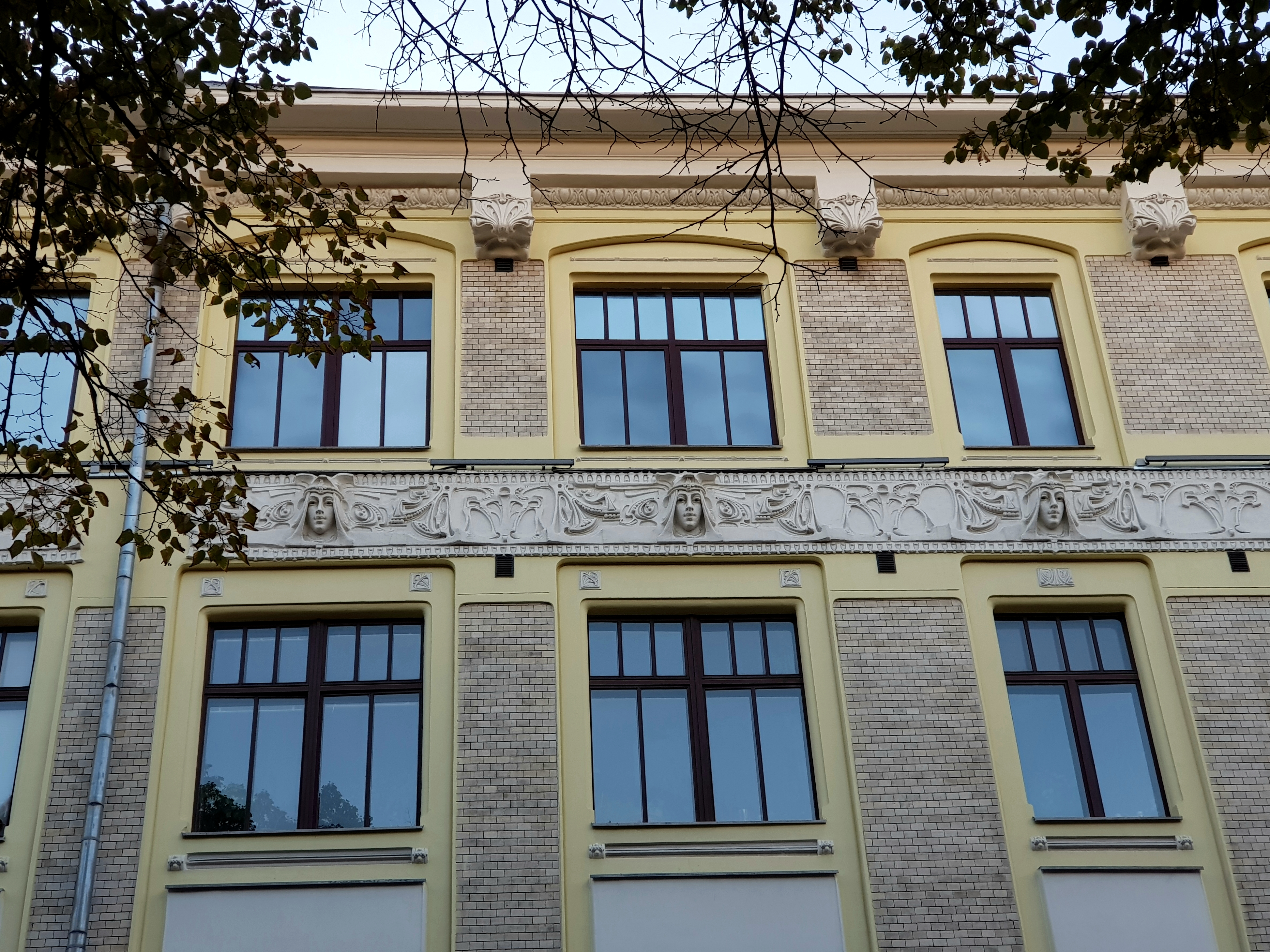
Маскароны между третьим и четвёртым этажами, 2018 год

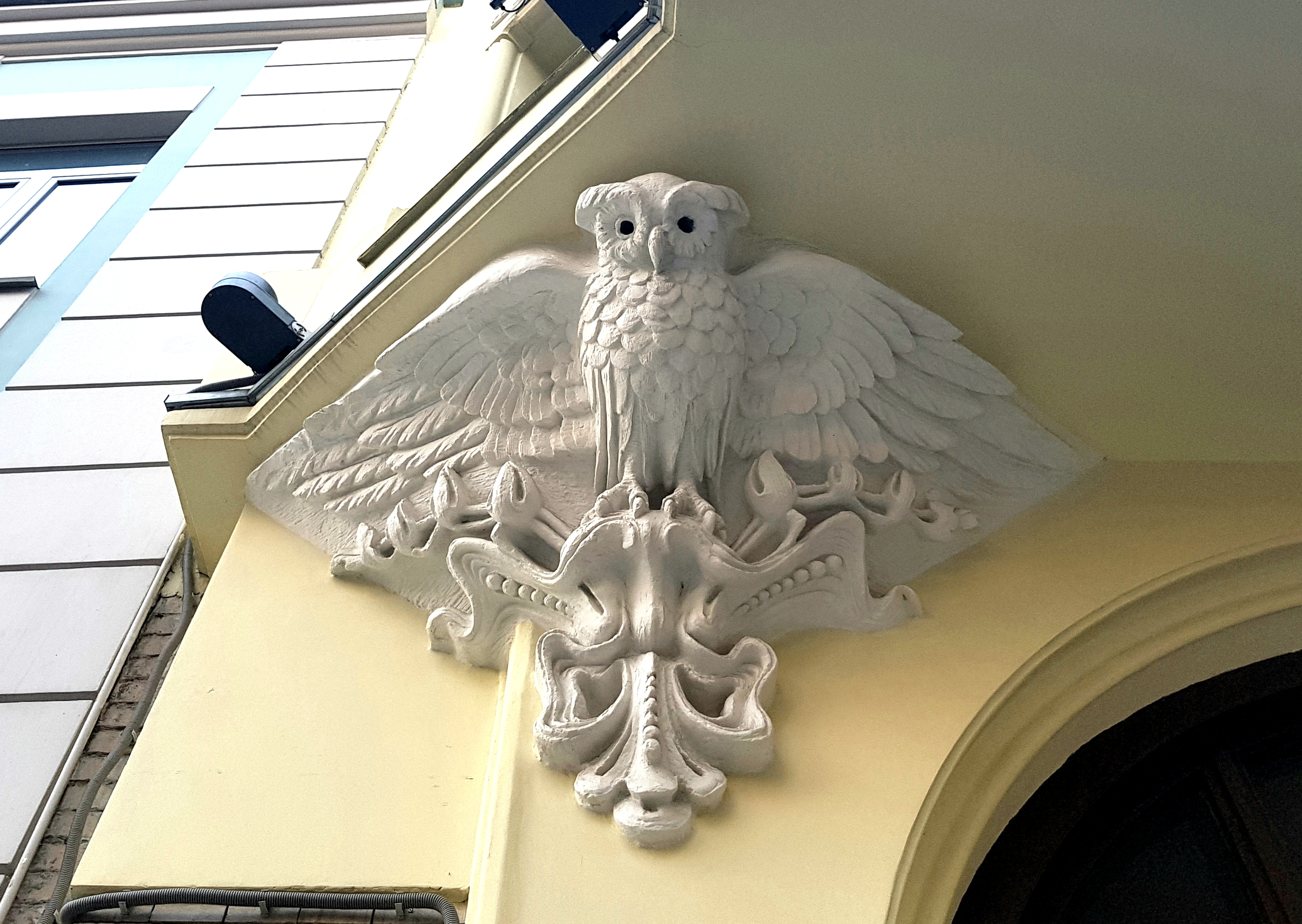
Украшение в виде совы в основании эркера, 2018 год

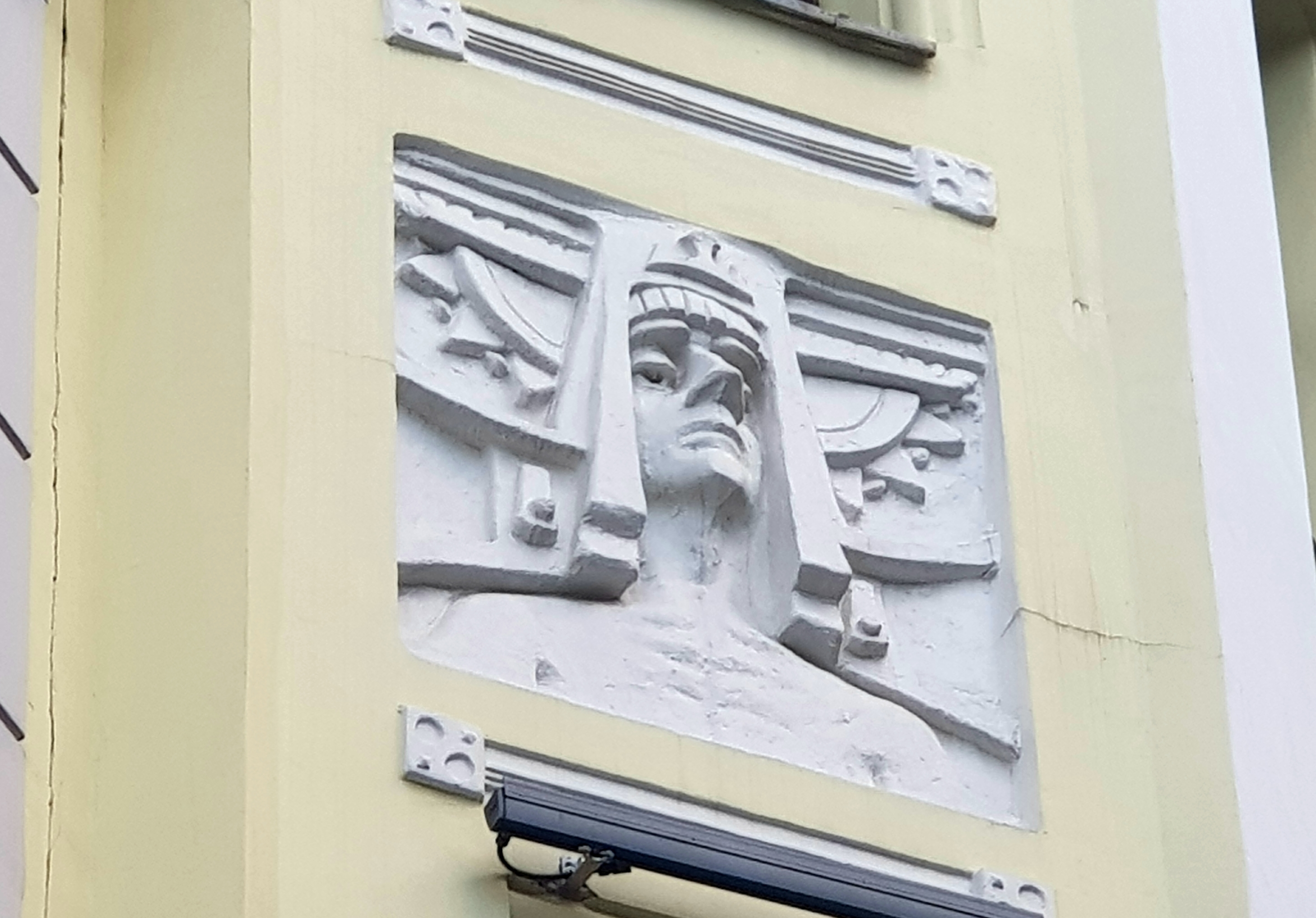
Маскарон на фасаде здания, 2018 год

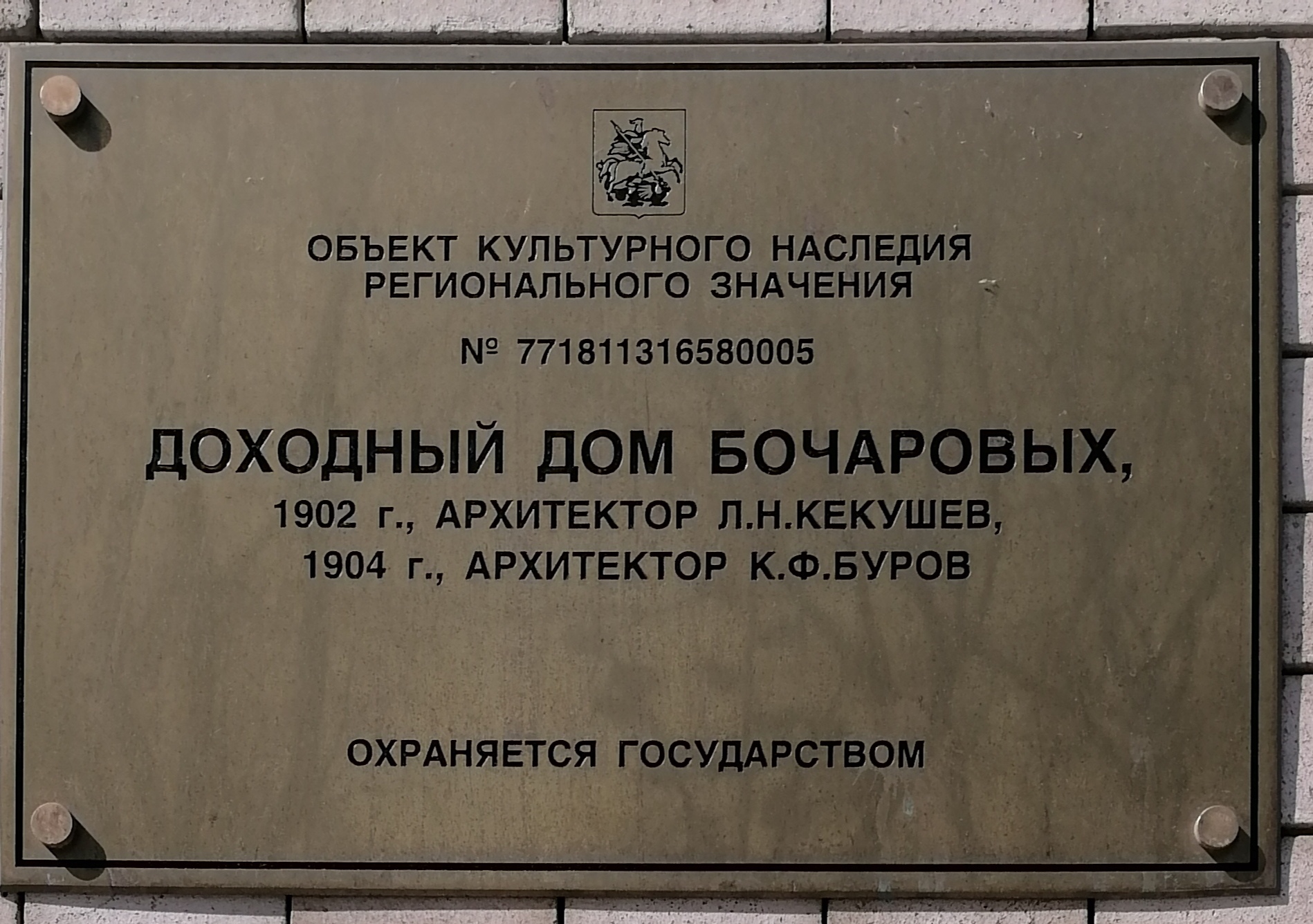

### Ранние сведения
Первые сведения о застройке на месте дома Бочаровых и близлежащих участков относятся к допетровской эпохе: в 1671 году эти земли являлись частью усадьбы дворянина А. А. Нестерова, где был разбит обширный сад и стояли каменные палаты. На месте будущего бульвара протекал ручей Черторый, по берегу которого располагались торговые бани, часть района занимали хозяйственные постройки у стен Белого города. Рядом с ними при Петре I находились тренировочные плацдармы, вплоть до XVIII века этот район был «мусорным и непрестижным». В 1775 году был подписан Конфирмованный план нового межевания столицы: вместо обветшавших строений Белого города решили устроить бульвары, первым из них стал Тверской.
В период с 1758 года по 1820-е владение было частью усадьбы полковника И. В. Ржевского, которому принадлежала практически вся южная часть квартала. Пожар 1812 года уничтожил всю деревянную застройку местности, пострадал также дом, построенный на основе каменных палат. Решением московских властей межевой план 1775 года был откорректирован, Черторый убрали в подземный коллектор, а на его месте проложили Пречистенский (позднее Гоголевский) бульвар. По красной линии с 1838-го запретили деревянную застройку. К 1841 году земельное владение принадлежало А. К. Ржевскому, а в середине XIX века было разделено на две части и продано: северная отошла к прапорщице М. Н. Дьяконовой, южная — к цеховому М. И. Кустову.
В 1867—1869 годах владение снова объединилось в руках одного хозяина: участки Дьяконовой и Кустового выкупил потомственный почётный гражданин Н. И. Крейзман. Усадебные сады в этот период массово застраивались доходными домами, к 1900-му только у Крейзмана их было уже пять. В 1902 году часть земель приобрёл зажиточный крестьянин Фёдор Григорьевич Бочаров.

### Строительство и композиция
Доходный дом Бочаровых принадлежал сыновьям Фёдора Григорьевича, в 1902 году они решили полностью изменить застройку их обширного участка. Современный дом № 21 был возведён на основе небольшого двухэтажного особняка с подвалом. Руководить проектом братья пригласили Льва Кекушева, который к началу XX века уже был одним из самых знаменитых зодчих столицы.
Дом Бочаровых оформлен в узнаваемой манере Кекушева: его стиль прослеживается в ритме простенков, лепном декоре фасада, выразительных сложных эркерах. Со стороны красной линии бульвара композиция фасада была задумана строго симметричной: выступающие ризалиты с двух боков здания украшены арками и венчаются фигурными аттиками с узкими рельефными миниатюрными арками. Карниз отличается сложным профилем и декорирован пилястрами. Авторский почерк Кекушева также виден в облицовке: кремовая керамическая плитка в простенках контрастирует с белой гладкой поверхностью оштукатуренных участков. Также узнаваемый стиль зодчего отражает лепнина: маскароны с головными уборами, напоминающими египетские, женские головки, фигуры сов в основаниях эркеров.
Часть первого этажа занимал магазин тканей, остальное пространство отводилось квартирам — по одной на этаж. В 1904—1905 годах здание решено было расширить. Под руководством архитектора Константина Бурова дом продлили по фасаду вдоль бульвара: с северной стороны было пристроено дополнительное крыло, его оформление выдержали в полном соответствии с проектом Кекушева. Благодаря объёму второго корпуса на каждом этаже здания стало размещаться по две квартиры, однако была утрачена симметрия изначальной композиции. Отличить первую часть здания от достроенной можно по эркерам с совами — они расположены ближе к переулку Сивцев Вражек и в центральной части, а к дому № 23 примыкает гладкий фасад.

### Дальнейшая история
После революции о судьбе дома известно немногое: с 1917 года его национализировали, а квартиры отдали под коммунальное жильё. С распадом СССР в начале 1990-х годов здание было реконструировано и сдавалось в аренду под офисы. Из оригинальной отделки интерьеров сохранились только кованые ажурные решётки лестниц и частично лепнина потолков.
С начала 2000-х годов здание занимает корпорация «Ростех». В 2016-м была проведена реставрация фасада, восстановлена лепнина и малые скульптурные формы, колористический проект согласовали с Мосгорнаследием и вернули зданию историческую расцветку. 26 апреля того же года дом получил статус выявленного объекта культурного значения, а в 2018-м был причислен к памятникам культуры регионального уровня.